# Zalakomár
Zalakomár ist eine ungarische Großgemeinde im Kreis Nagykanizsa im Komitat Zala. Zur Großgemeinde gehören die Ortsteile Kiskomárom, Komárváros und Ormándpuszta.

## Geografische Lage
Zalakomár liegt ungefähr 15 Kilometer nordöstlich der Kreisstadt Nagykanizsa. Nachbargemeinden sind Balatonmagyaród, Zalakaros, Galambok und Somogysimonyi.

## Geschichte
Die heutige Großgemeinde entstand 1969 durch den Zusammenschluss der Orte Kiskomárom und Komárváros.

## Gemeindepartnerschaften
- Berekfürdő, Ungarn
- Krásnohorské Podhradie, Slowakei
- Lukino Selo (Лукино Село), Serbien
- Пийтерфолво, Ukraine
- Sâncrăieni, Rumänien

## Söhne und Töchter der Gemeinde
- Piroska Péczely (1899–1978), Malerin, Museologin, Restauratorin und Fachbuchautorin

## Sehenswürdigkeiten
- Endre-Ady-Büste, erschaffen von Erzsébet Tőzsér
- Römisch-katholische Kirche Szentháromság, erbaut 1744–1772, mit Wandmalereien von István Dorfmeister, im Ortsteil Kiskomárom
  - Die Orgel der Kirche wurde 1866 von Lajos Mooser gebaut
- Römisch-katholische Kapelle Nepomuki Szent János, erbaut 1754
- Szent-Flórián-Statue, erschaffen 1856
- Szent-Vendel-Statue, erschaffen 1889
- Wasserbüffel-Reservat (Bivalyrezervátum), nordöstlich des Ortes gelegen

## Verkehr
Durch Zalakomár verläuft die Hauptstraße Nr. 7, auf welche die Landstraßen Nr. 6805 und Nr. 6831 treffen. Östlich des Ortes verläuft die Autobahn M7. Die Großgemeinde ist angebunden an die Eisenbahnstrecke vom Budapester Ostbahnhof nach Nagykanizsa.

## Bilder

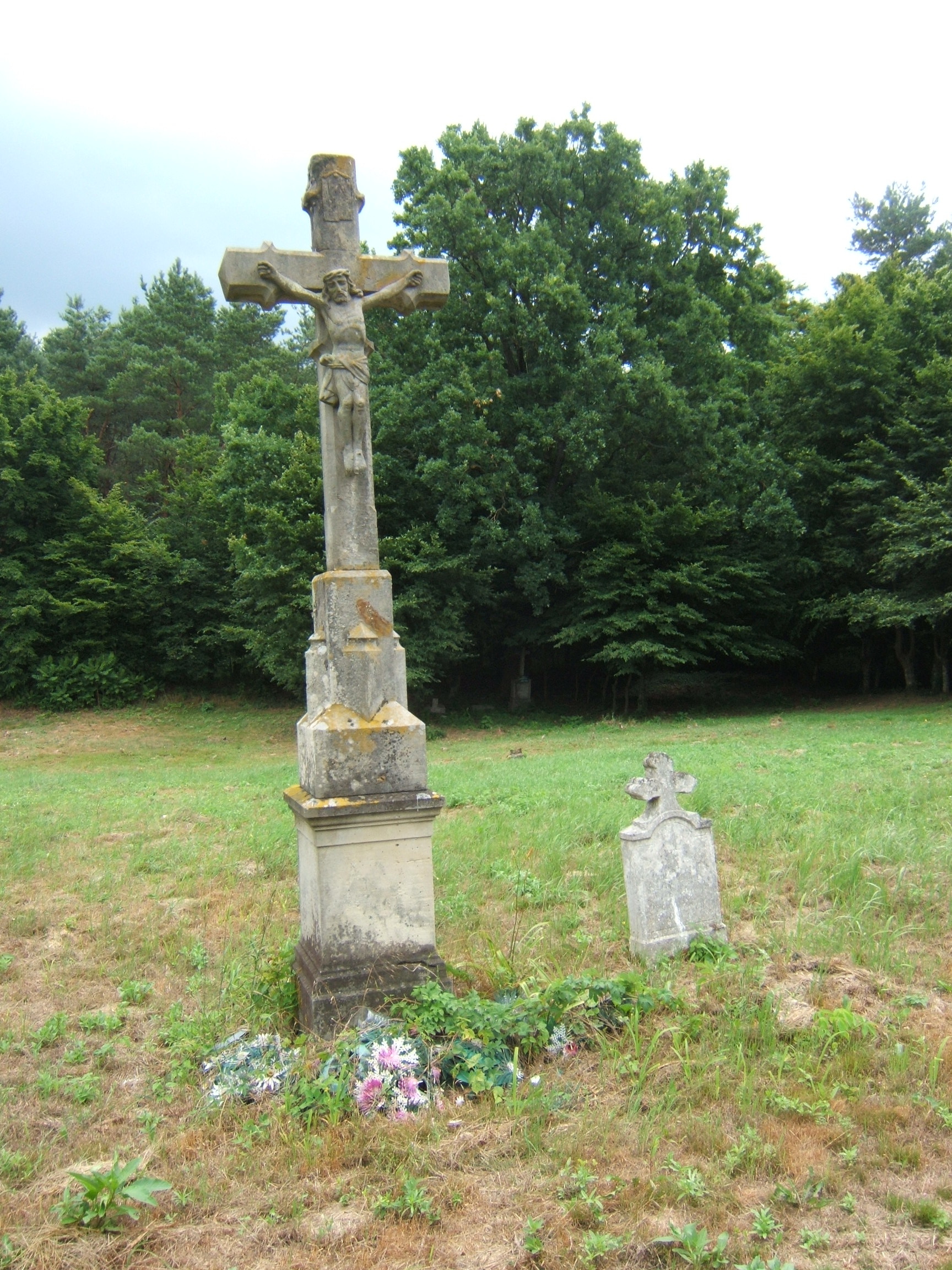
Friedhof Ormándpuszta
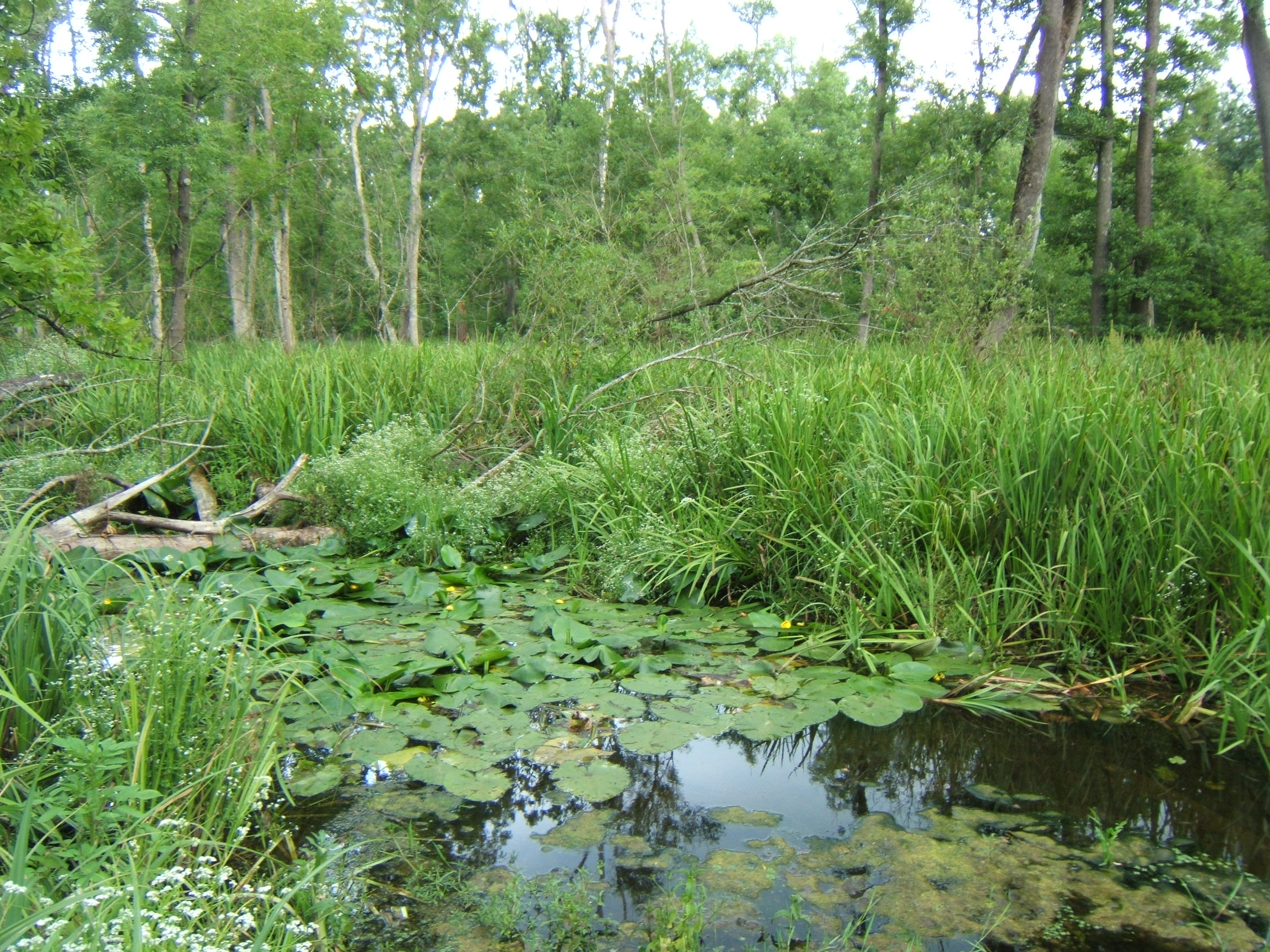
Sumpfgebiet bei Zalakomár
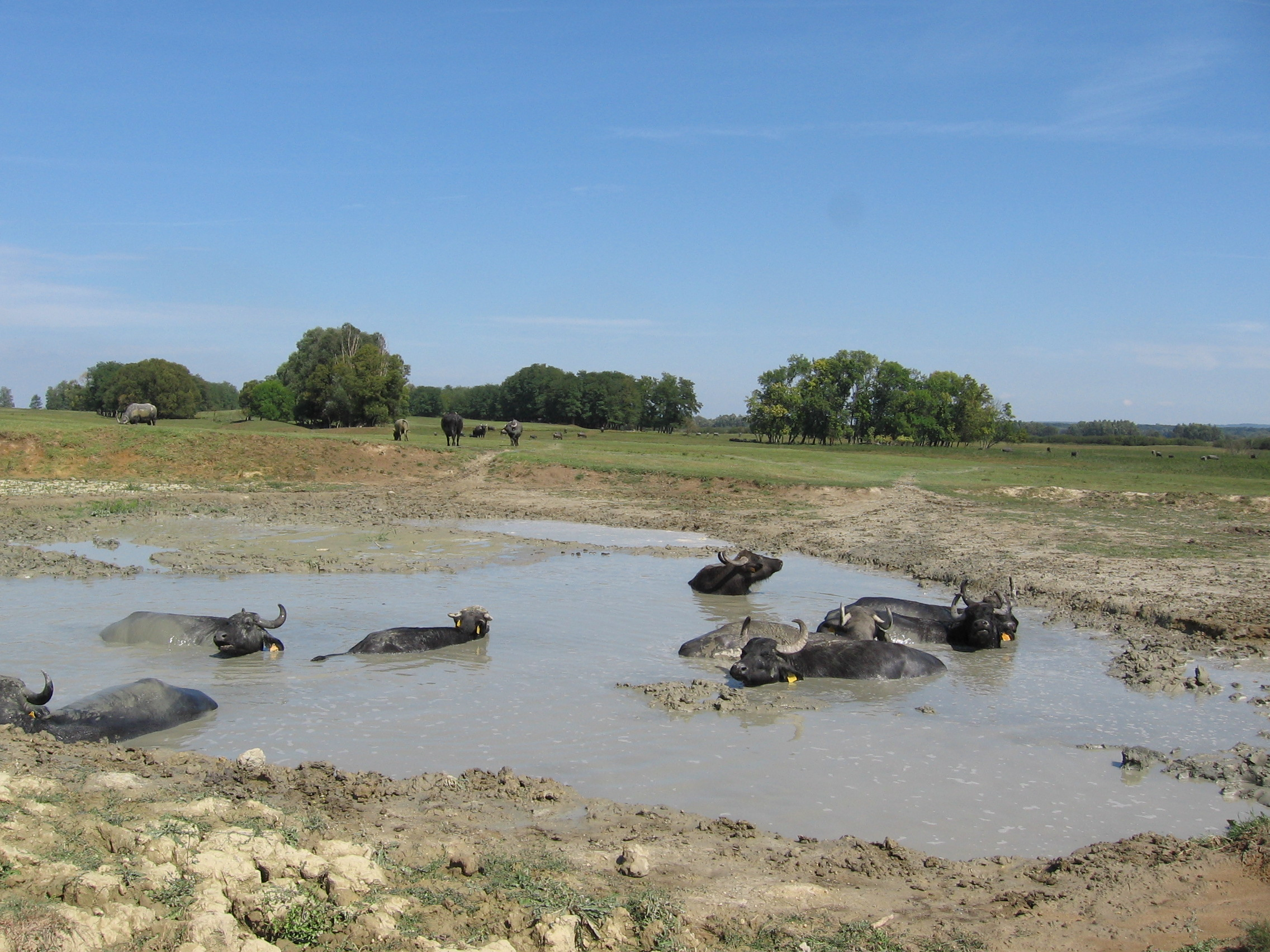
Wasserbüffel-Reservat
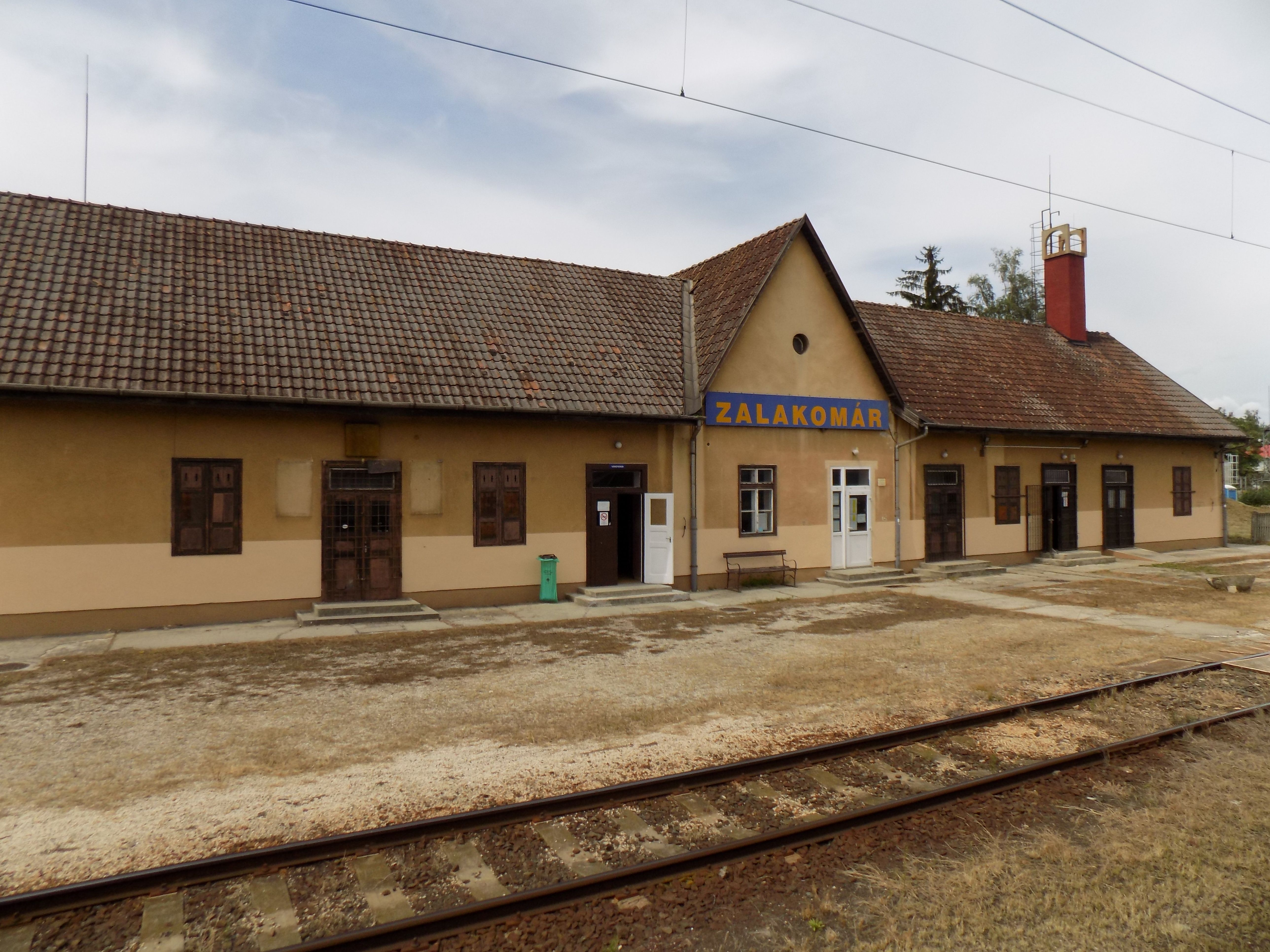
Bahnhof Zalakomár